# Лахмиди
Лахмидите (на арабски: اللخميون), Banu Lakhm (на арабски: بنو لخم) са арабска царска династия, управлявала от 380 до 602 г. в и от Хирт (Източна Арабия).

## История
Столица на държавата им е град Ал-Хира (на арабски: الحيرة). Тяхната държава е своего рода буферна зона между Византия и Сасанидски Иран. През цялото това време Лахмидите са съюзници и васали на Сасанидите.
През 502 г. царят на Киндидите Харис превзема столицата им Хирт, но скоро след това, получавайки помощ от персийския шах, Лахмидите прогонват Киндидите от столицата си. През 528 г. царят на Лахмидите Мунзир III нанася на Киндидите тежко поражение. В периода между 540 и 547 г. конкурентното царство на Киндидите е окончателно унищожено от Лахмидите.
През 602 г. персите свалят династията от власт, а в 611 г. напълно ликвидират царството им.

## Царе на Хирт
- 380 – 405 – Имр ул-Кайс
- 405 – 433 – Нуман ибн Имр ул-Кайс
- 433 – 473 – Мундар ибн Нуман
- 473 – 494 – Асвад ибн Мундар
- 494 – 500 – Мундар ибн Мундар
- 500 – 503 – Нуман ибн Асвад
- 503 – 505 – Абу Яфур[2]
- 505 – 554 – Мундар ибн Нуман
- 554 – 569 – Амр ибн Мундар
- 569 – 574 – Кабус ибн Мундар
- 574 – 580 – Мундар ибн Мундар
- 580 – 602 – Нуман ибн Мундар